# Rue Melchior-Guinot
La rue Melchior-Guinot est une voie marseillaise située dans les 2e et 3e arrondissements de Marseille. 

## Situation et accès
Cette voie en ligne droite démarre dans le quartier de la Villette, au carrefour avec l’avenue Roger-Salengro. Elle longe des résidences nouvelles du quartier jusqu’au carrefour avec le boulevard de Paris où elle entre dans le quartier de la Joliette où elle se termine sur la place Gantès où elle croise le boulevard de Dunkerque. 
Sur toute sa longueur, l’ancienne ligne de Marseille-Saint-Charles à Marseille-Joliette passe en tunnel sous la voie.

## Origine du nom
La rue doit son nom à Melchior Guinot (1801-1874), homme politique français et maire de Marseille de 1871 à 1873 par délibération du 9 novembre 1927. Elle s’appelait auparavant « rue Achard » (une rue du 4e arrondissement porte actuellement ce nom).

## Bâtiments remarquables et lieux de mémoire
- Entre l’avenue Roger-Salengro et la rue Peyssonnel, la rue longe l’hôpital européen de Marseille, qui occupe depuis 2010 un ancien terrain où se trouvaient de nombreux commerces.
- À l’angle avec la place Gantès se trouve le siège de l’entreprise Richardson depuis 1855.